# Ceratostylis alticola
Ceratostylis alticola är en orkidéart som beskrevs av Pieter van Royen. Ceratostylis alticola ingår i släktet Ceratostylis och familjen orkidéer.
Artens utbredningsområde är Papua Nya Guinea. Inga underarter finns listade i Catalogue of Life.